# Monoblemma unicum
Monoblemma unicum är en spindelart som beskrevs av Willis J. Gertsch 1941. Monoblemma unicum ingår i släktet Monoblemma och familjen Tetrablemmidae.
Artens utbredningsområde är Panama. Inga underarter finns listade i Catalogue of Life.